# Micăsasa
Micăsasa (veraltet Micsasa, Micasasă; deutsch Feigendorf, siebenbürgisch-sächsisch Fäjendref, ungarisch Mikeszásza) ist eine Gemeinde im Kreis Sibiu in der Region Siebenbürgen in Rumänien.
Der Ort ist auch unter den deutschen Bezeichnungen Fägendorf und Fegendorf bekannt.

## Geographische Lage

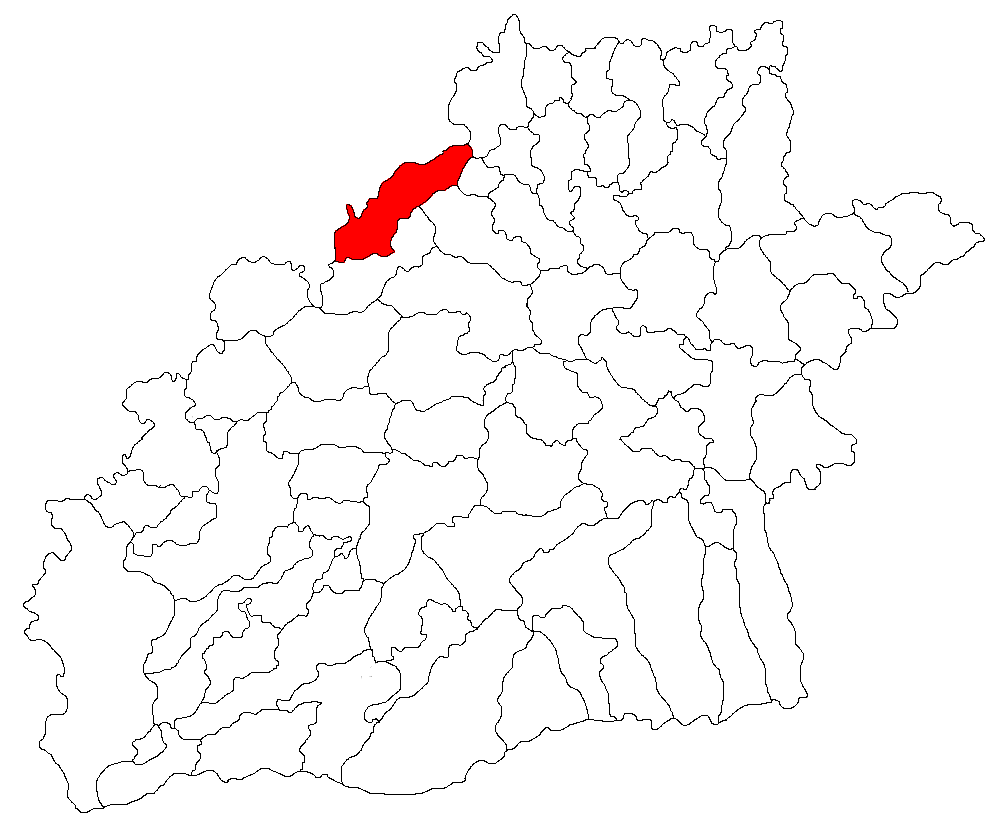
Lage der Gemeinde Micăsasa im Kreis Sibiu

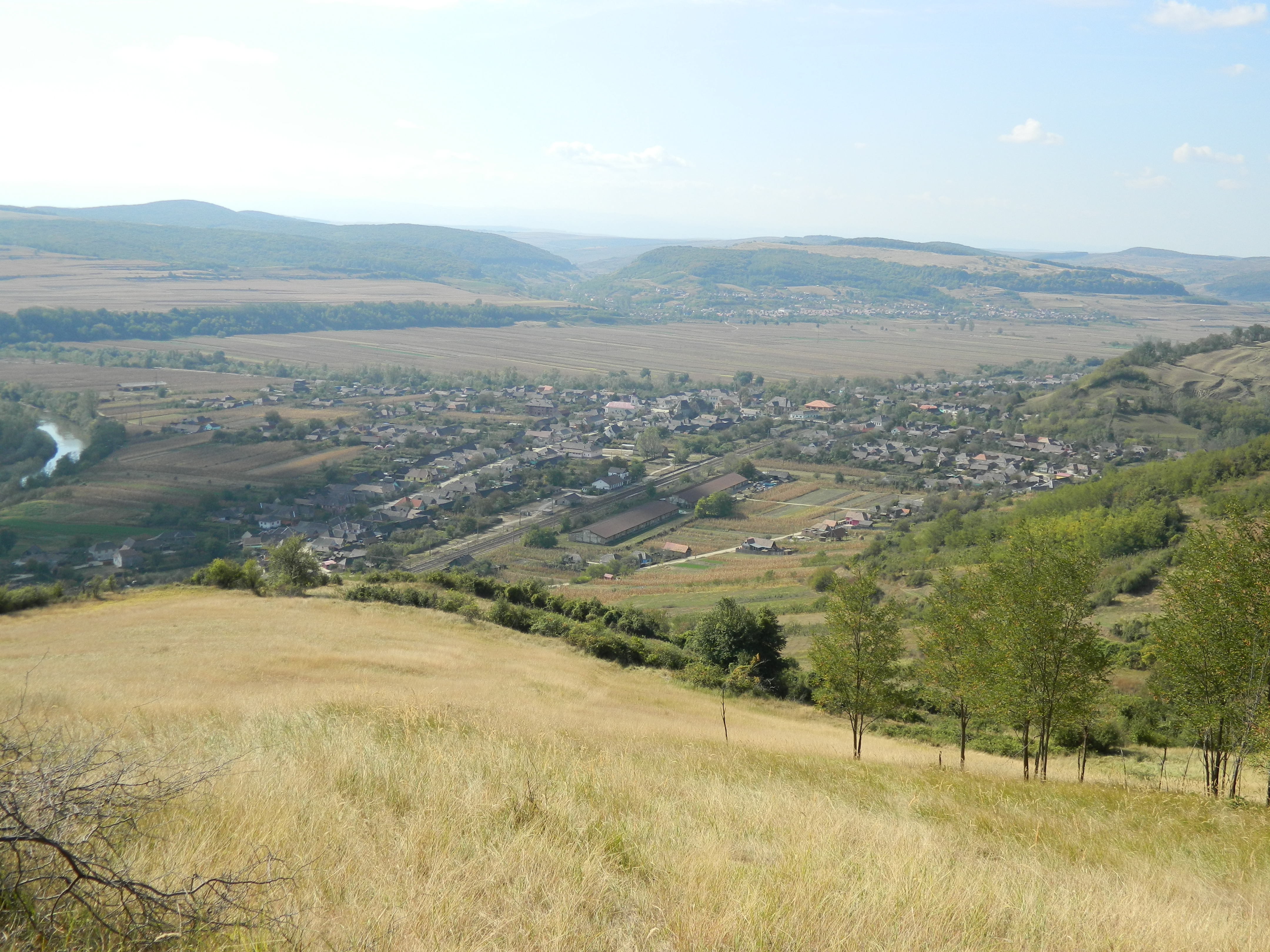
Blick auf Micăsasa, im Hintergrund Țapu

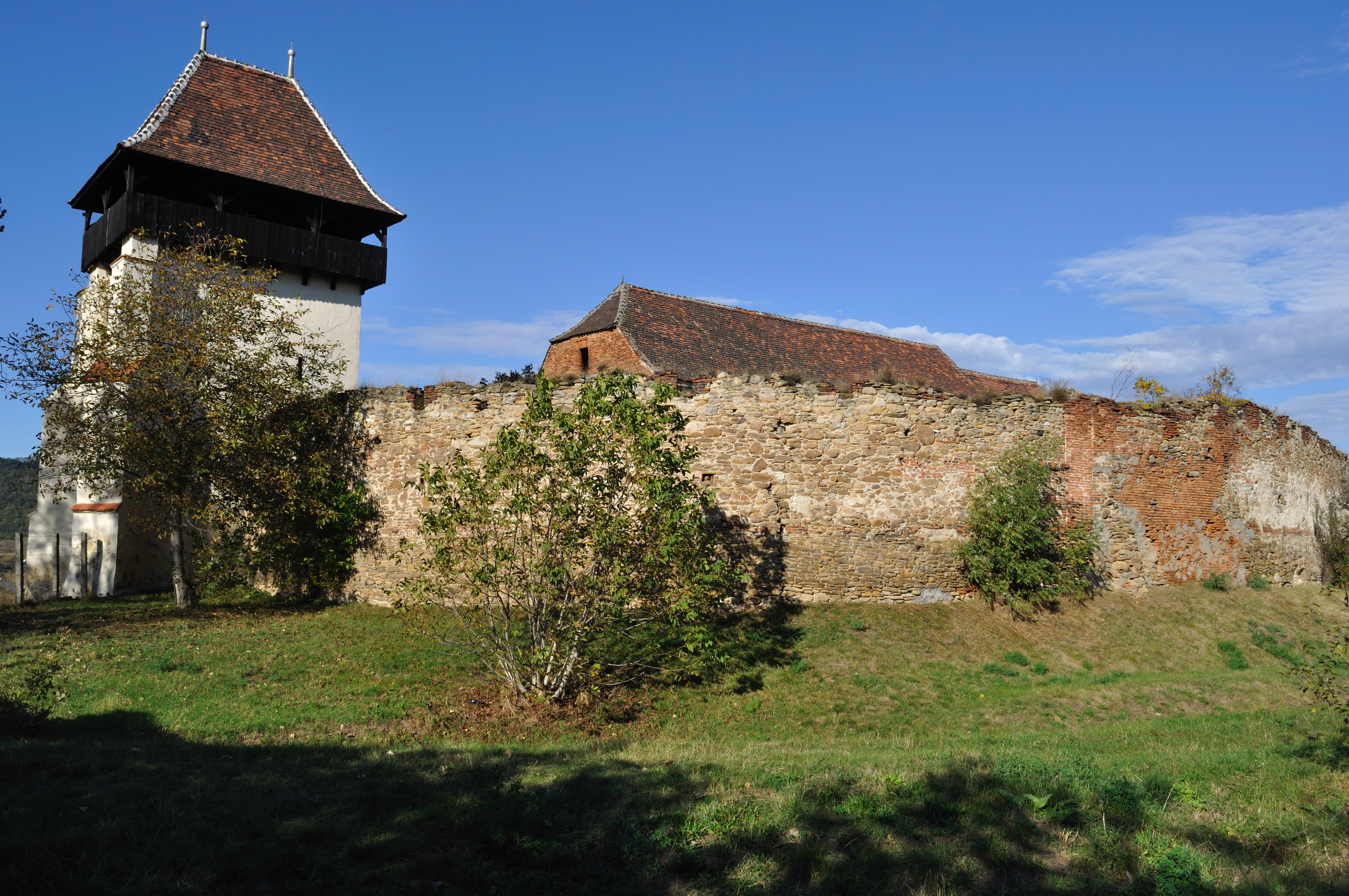
Kirchenburg in Abtsdorf

Die Gemeinde Micăsasa liegt im Siebenbürgischen Becken, im Kokeltal, am Unterlauf der Târnava Mare (Große Kokel). An der Bahnstrecke Teiuș–Brașov und der Nationalstraße DN14B befindet sich der Ort 16 Kilometer westlich von der Kleinstadt Copșa Mică (Kleinkopisch); die Kreishauptstadt Sibiu (Hermannstadt) liegt etwa 60 Kilometer südlich.

## Geschichte
Der Ort Micăsasa wurde 1215 erstmals urkundlich erwähnt. Auf dem ehemaligen Königsboden war Fägendorf ein Hörigendorf. Samuel von Brukenthal, Gouverneur von Siebenbürgen, hatte hier ein Weingut. Der letzte evangelische Pfarrer Feigendorfs verließ 1796 die Kirchengemeinde wegen zu geringer Mitgliederzahl und siedelte in den sieben Kilometer entfernten Ort Langenthal (Valea Lungă) um.
Nach Angaben von J. M. Ackner, J. F. Neigebauer u. a. befindet sich im Ort, zwischen Bahnhof und Kirche, eine archäologische Fundstätte, die auf eine Besiedlung in der Römerzeit hindeutet. Des Weiteren wurden auch Funde, die in die Bronzezeit deuten, gemacht.
Zu Zeiten der Österreichisch-Ungarischen Monarchie gehörte der Ort zum Stuhlbezirk Hosszúaszó des Klein-Kokelburger Komitats.

## Bevölkerung
Die Bevölkerung der Gemeinde entwickelte sich wie folgt:
| Volkszählung | Volkszählung | Ethnische Zusammensetzung | Ethnische Zusammensetzung | Ethnische Zusammensetzung | Ethnische Zusammensetzung |
| Jahr         | Bevölkerung  | Rumänen                   | Ungarn                    | Deutsche                  | Andere                    |
| ------------ | ------------ | ------------------------- | ------------------------- | ------------------------- | ------------------------- |
| 1850         | 2.868        | 2.051                     | 206                       | 309                       | 302                       |
| 1941         | 3.915        | 3.061                     | 135                       | 509                       | 210                       |
| 1977         | 3.589        | 2.940                     | 213                       | 360                       | 76                        |
| 1992         | 2.559        | 2.234                     | 150                       | 133                       | 42                        |
| 2002         | 2.426        | 2.231                     | 134                       | 23                        | 38                        |
| 2011         | 2.058        | 1.845                     | 94                        | 12                        | 107 (31 Roma)             |
| 2021         | 1.698        | 1.482                     | 17                        | 3                         | 196 (17 Roma)             |

Seit 1850 wurde auf dem Gebiet der heutigen Gemeinde die höchste Einwohnerzahl und gleichzeitig die der Rumäniendeutsche 1941 ermittelt. Die höchste Anzahl der Rumänen (3327) wurde 1956, die der Roma (232) 1850 und die der Magyaren (309) wurde 1890 gezählt. Des Weiteren wurde 1960 ein Serbe und 1910 fünf, 1930 drei und 1956 ein Slowake registriert. Die meisten der Rumäniendeutsche wurden im eingemeindeten Dorf Țapu (Abtsdorf) registriert; von 1850 bis 1941 waren es etwa 100 weniger als Rumänen.

## Sehenswürdigkeiten
- Die ehemalige evangelische Kirche, im 13. Jahrhundert errichtet, im 15. erneuert und im 18. Jahrhundert umgebaut, heute als die reformierte und römisch-katholische Kirche Dreifaltigkeit, steht unter Denkmalschutz.[7] Die römisch-katholischen Gläubigen benutzen den Chor, die reformierten den Saal der Kirche.[4]
- Das Brukenthal-Anwesen im 18. Jahrhundert errichtet, steht unter Denkmalschutz.[7]
- Im eingemeindeten Dorf Țapu die evangelische Kirchenburg, im 14. Jahrhundert errichtet, steht unter Denkmalschutz.[7]

## Persönlichkeiten
- István Asztalos (1909–1960), ungarischer Schriftsteller[8]